# Ла Верна (Модена)
Ла Верна је насеље у Италији у округу Модена, региону Емилија-Ромања.
Према процени из 2011. у насељу је живело 185 становника. Насеље се налази на надморској висини од 931 м.